# Actia dubitata
Actia dubitata là một loài ruồi trong họ Tachinidae.